# Unión Buenos Aires
El Unión Buenos Aires fue un club de fútbol peruano de la ciudad del Callao que fue fundado en 1917 y participó en los primeros campeonatos de la Primera División del Perú.

## Historia
El Unión Buenos Aires fue fundado el 9 de marzo de 1917 en el barrio del Ferrocarril Inglés en las primeras cuadras de la Avenida Buenos Aires. Su primer presidente fue Ramón Sánchez y su primer capitán Francisco Derpich. 
Impulsado por el dirigente Ulises Casanova, el club fue ganando prestigio en los campeonatos de Fiestas Patrias en el primer puerto y luego en los torneos disputados en Lima ante los equipos de esa ciudad. En setiembre de 1923 enfrentó por primera vez al Atlético Chalaco, principal club del Callao en esa época, en el estadio del Circolo Sportivo Italiano con victoria a favor de Chalaco por 2-0. Luego volvería a enfrentar a este mismo club obteniendo tres triunfos consecutivos.
El 7 de septiembre de 1924, formando un combinado con Atlético Chalaco, derrotó por 1-0 a un seleccionado uruguayo que había llegado en representación de la Asociación Uruguaya de Fútbol a jugar una serie de partidos amistosos en el país, siendo ésta la única derrota del cuadro oriental. El gol fue anotado de penal por Alfonso “El sereno” Saldarriaga (quien pertenecía al Buenos Aires en ese entonces) y actuaron en dicho partido Enrique Álvarez; Vicente Gorriti y Alfonso Saldarriaga; Faustino Mustafich, José "Patuto" Arana y Juan Leva; Humberto Martínez, Victor Gonzales, Manuel Puente, Esteban Dañino y Félix Muñoz.
Fue uno de los clubes que participó en el Campeonato Peruano de Fútbol de 1926 que fue el primero organizado tras la creación de la Federación Peruana de Fútbol. En el torneo de 1927 se ubicó en segundo lugar detrás de Alianza Lima antes de la suspensión del certamen. El equipo de ese año formaba con Armando Ríos; Narciso León y Domingo Donayre; Faustino Mustafich, José Arana y Alberto Reyna; Pablo Pacheco, Jesús Gutiérrez, Daniel Breiding, Víctor Gonzales y Germán Vargas.
En el campeonato de 1928 se quedó fuera de la liguilla por el título tras perder en la fecha final ante la Federación Universitaria por 2-0. Se mantuvo participando en Primera División hasta terminado el campeonato de 1931. Al año siguiente se desliga del torneo para ser parte de la recién creada Liga Provincial del Callao, que albergó a la mayoría de los equipos chalacos de la época, donde se mantuvo hasta 1935.
Participó en la Primera División Unificada de Lima y Callao 1936, segunda categoría en ese año, buscando uno de los dos ascensos a la División de Honor. Terminó en cuarto lugar detrás de Deportivo Municipal, Sportivo Melgar y Atlético Córdoba por lo que regresó a la Liga del Callao.
En los años siguientes participó en la Liga Provincial del Callao y posteriormente en la Liga Regional de Lima y Callao. Allí jugó en Primera División Amateur únicamente en la Liga Regional de 1946 alternando el resto de años entre la Segunda y Tercera Amateur. Tras una nueva separación de la Liga del Callao en 1951, estuvo participando en las diversas categorías de la liga chalaca hasta mediados de la década de 1990 cuando no se presentó al torneo de Segunda División de la Liga Distrital del Callao.

## Evolución Indumentaria

#### Sportivo Unión Buenos Aires 1917 al 1996
| Titular 1 | Titular 2 | Titular 3 | Titular 4 | Titular 5 | Titular 6 | Titular 7 | Titular 8 | Titular 9 |  |

## Datos del club
- Temporadas en Primera División: 6 (1926 - 1931).
- Mejor puesto en la liga: 2º (1927).

## Jugadores
- Armando Ríos
- Alfonso Saldarriaga (El gran "Sereno")
- Faustino Mustafich
- Marcos Realpe
- José Arana
- Francisco Derpich
- Félix Muñoz
- Víctor González
- Esteban Dagnino
- Adolfo Reyes
- Carlos Breiding

## Entrenadores
- Juan Arce Rojas (1928)

## Palmarés

### Torneos nacionales
- Subcampeón de Primera División (1): 1927.

### Torneos regionales
- Subcampeón de la Liga Distrital del Callao (1): 1980.
- Subcampeón de la Segunda División Distrital del Callao (1): 1992.
- Subcampeón de la Tercera División Distrital del Callao (1): 1978.

### Torneos amistosos
- Campeonato Municipal del Callao: 1927.